# Vanity Fair
 Ikke at forveksle med Vanity Fair (britisk magasin).
Vanity Fair er et amerikansk månedsmagasin som indeholder artikler om kultur, mode, kendisser, politik og aktutualiteter generelt. Dette magasin udgav sit første nummer i 1913. Men der var en forløber, udgivet i Storbritannien, The British Vanity Fair, som især blev kendt for satiriske indslag.
Af bladets mere internationalt kendte opslag og artikler kan nævnes forsidebilledet fra 1991 af en gravid og nøgen Demi Moore; Marie Brenners artikel "The Man Who Knew Too Much", som omhandlede tobakindustrien og som senere blev til filmen The Insider (1999) og afsløringen af identiteten bag "Deep Throat", der var kilden, der leverede oplysninger, der første til afsløringen af Watergate-skandalen,

## Hollywood-udgaver

### 1990'erne
- 1/april 1995 Hollywood Highest—The Class Of 2000: Jennifer Jason Leigh, Uma Thurman, Nicole Kidman, Patricia Arquette, Linda Fiorentino, Gwyneth Paltrow, Sarah Jessica Parker, Julianne Moore, Angela Bassett og Sandra Bullock.
- 2/april 1996 Boys Town: Tim Roth, Leonardo DiCaprio, Matthew McConaughey, Benicio del Toro, Michael Rapaport, Stephen Dorff, Johnathon Schaech, David Arquette, Will Smith og Skeet Ulrich.
- 3/april 1997: The Next Wave: Cameron Diaz, Kate Winslet, Claire Danes, Renée Zellweger, Minnie Driver, Alison Elliott, Jada Pinkett, Jennifer Lopez, Charlize Theron og Fairuza Balk.
- 4/april 1998: The Hot Next Wave: Joaquin Phoenix, Vince Vaughn, Natalie Portman, Djimon Hounsou, Cate Blanchett, Tobey Maguire, Claire Forlani, Gretchen Mol, Christina Ricci, Ed Furlong og Rufus Sewell.
- 5/april 1999: New Kids on the Block: Adrien Brody, Thandie Newton, Monica Potter, Reese Witherspoon, Julia Stiles, Leelee Sobieski, Giovanni Ribisi, Sarah Polley, Norman Reedus, Anna Friel, Omar Epps, Kate Hudson, Vinessa Shaw og Barry Pepper.

### 2000'erne
- 6/april 2000: Splender In Grass: Penélope Cruz, Wes Bentley, Mena Suvari, Marley Shelton, Chris Klein, Selma Blair, Paul Walker, Jordana Brewster og Sarah Wynter.
- 7/april 2001: Master Class: Nicole Kidman, Catherine Deneuve, Meryl Streep, Gwyneth Paltrow, Cate Blanchett, Kate Winslet, Vanessa Redgrave, Chloë Sevigny, Sophia Loren og Penélope Cruz.
- 8/april 2002: Rhapsody In Blue: Kirsten Dunst, Kate Beckinsale, Jennifer Connelly, Rachel Weisz, Brittany Murphy, Selma Blair, Rosario Dawson, Christina Applegate og Naomi Watts.
- 9/april 2003: Alpha List: Tom Hanks, Tom Cruise, Harrison Ford, Jack Nicholson, Brad Pitt, Edward Norton, Jude Law, Samuel L. Jackson, Don Cheadle, Hugh Grant, Dennis Quaid, Ewan McGregor og Matt Damon.
- 10/april 2004: Send In The Gowns: Julianne Moore, Jennifer Connelly, Gwyneth Paltrow, Naomi Watts, Salma Hayek, Jennifer Aniston, Kirsten Dunst, Diane Lane, Lucy Liu, Hilary Swank, Alison Lohman, Scarlett Johansson og Maggie Gyllenhaal.
- 11/marts 2005: Not So Desperate Housewives: Uma Thurman, Cate Blanchett, Kate Winslet, Claire Danes, Scarlett Johansson, Rosario Dawson, Ziyi Zhang, Kerry Washington, Kate Bosworth og Sienna Miller.
- 12/marts 2006: Ford's Foundation: Scarlett Johansson, Tom Ford og Keira Knightley.
- 13/marts 2007: Men In Black: Ben Stiller, Owen Wilson, Chris Rock og Jack Black.
- 14/marts 2008: Fresh Faces in Hollywood: Emily Blunt, Amy Adams, Anne Hathaway, Ellen Page, America Ferrera, Alice Braga, Zoe Saldana, Elizabeth Banks, Ginnifer Goodwin og Jessica Biel.
- 15/marts 2009: Præsident Barack Obama (forside), Something Just Clicked: Meryl Streep, John Patrick Shanley, Gus Van Sant, Sean Penn, Woody Allen, Penelope Cruz, Clint Eastwood, Sam Mendes, Kate Winslet, Danny Boyle, Dev Patel, Darren Aronofsky og Mickey Rourke.

### 2010'erne
- 16/marts 2010: It's Showtime: Carey Mulligan, Kristen Stewart, Abbie Cornish, Mia Wasikowska, Amanda Seyfried, Rebecca Hall, Emma Stone, Evan Rachel Wood og Anna Kendrick.
- 17/marts 2011: Black Tie og Tales: Ryan Reynolds, Jake Gyllenhaal, Anne Hathaway, James Franco, Jennifer Lawrence, Anthony Mackie, Olivia Wilde, Jesse Eisenberg, Mila Kunis, Robert Duvall, Joseph Gordon-Levitt, Andrew Garfield, Rashida Jones, Garrett Hedlund, Noomi Rapace.

### Andre udgaver
Juli 2003: Raining Teens: Amanda Bynes, Ashley Olsen, Mary-Kate Olsen, Mandy Moore, Hilary Duff, Alexis Bledel, Evan Rachel Wood, Raven Symone og Lindsay Lohan.